# 森亜希子
森 亜希子（もり あきこ、1979年 - ）は、東京都出身の読者モデル。
青山学院中等部在学中にモデルデビュー。数種のCMに出演した。青山学院大学に在学中の1998年から "JJ" 誌上で読者モデル "園田 亜希子" (そのだ あきこ) として活躍。
2005年に結婚。"JJ" 2005年6月号 (同誌の "創刊30周年記念号" でもある) の連載コラム "マダムOGの幸せウェディング" では、彼女の結婚式のドレス姿や結婚後の近況および "JJ" 1999年6月号の園田亜希子としての登場ページの再録が掲載されている。
現在も読者モデルとして "CLASSY" などで活躍している。